# 马关条约

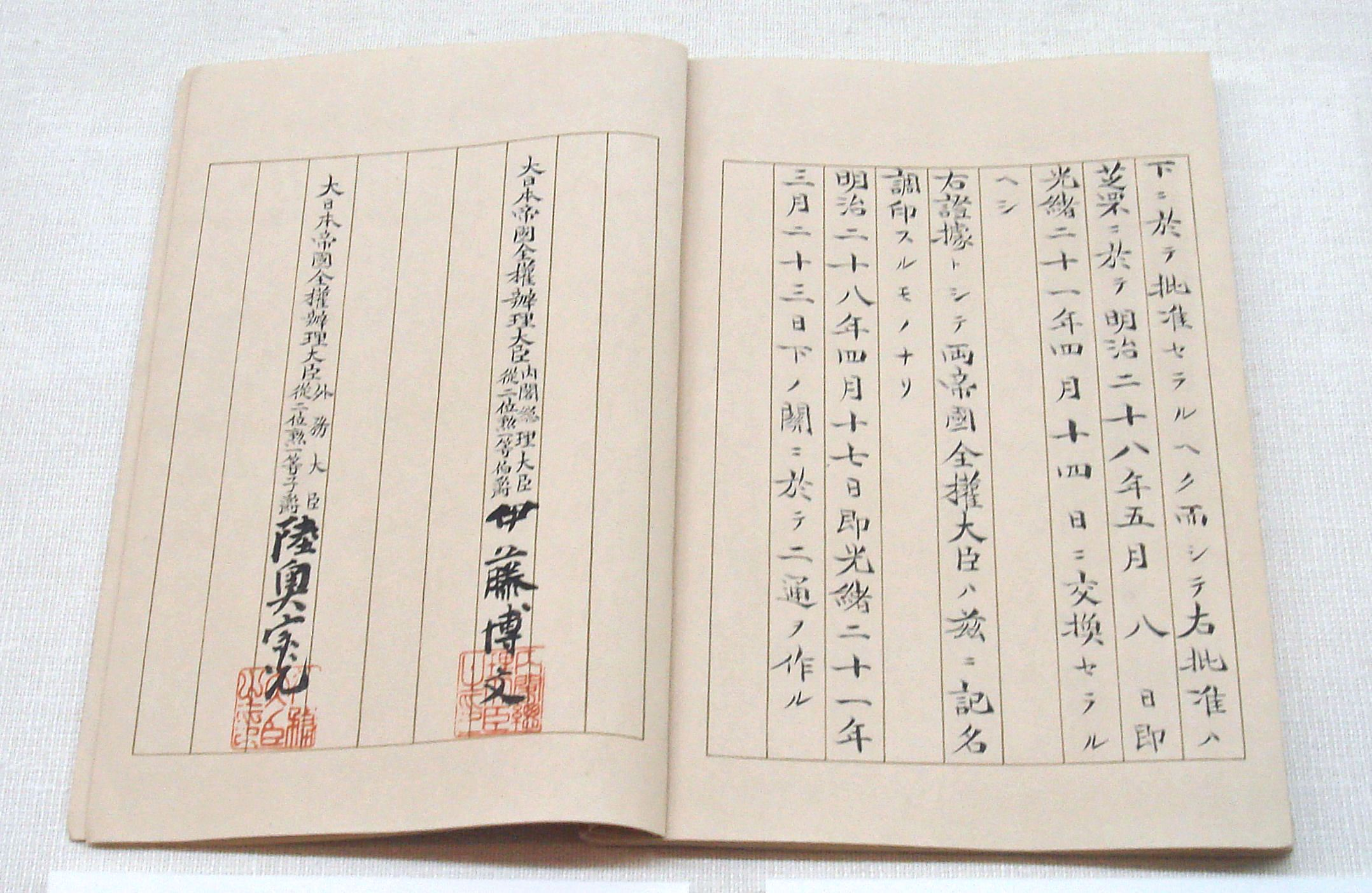
條約之日文原本（或其複製品），展示於日本外務省外交史料館

《馬關條約》为大清帝國與大日本帝国於1895年4月17日，由清廷派出之欽差頭等全權大臣李鸿章和欽差全權大臣李经方，及日本內閣總理大臣伊藤博文和外務大臣陆奥宗光等，在山口縣赤間關馬關港（今稱下關港）签署之和约。
該條約之签署象徵甲午战争之正式结束，該條約取代了先前兩國簽署之《中日修好條規》，被视为中国近代史上的「不平等条约」之一，尽管它并非一个被普遍接受的国际法律术语。戰敗的清朝將福建臺灣省（其中包含澎湖）及奉天省南部的遼東半島永久割讓予大日本帝國；同時，清朝宣布放弃对朝鲜数百年来之宗主国地位。
臺灣和澎湖由此進入長達約50年之台灣日治時期，朝鮮因此獨立為大韓帝國，但隨後被日本兼併進入35年殖民時期。遼東半島割讓事宜因俄國、德國與法國等介入而未成，但其後日本在日俄戰爭獲勝而從俄羅斯手中奪得了遼東南部的租借地40年。
1912年該條約由中華民國繼承。條約中文原本現典藏於國立故宮博物院，日文原本則典藏於國立公文書館。

## 名稱
條約因其簽署地位於日本馬關而通稱為《马关条约》（日语：馬関条約）或《中日马关条约》。日本馬關在1902年正式更名為下關，因此也有人稱之為《下关条约》（日语：下関条約）。其又稱為《春帆楼条约》、《清日講和條約》或《中日講和條約》。

## 背景
1894年朝鮮王朝發生東學黨事件，清朝應朝鮮要求下派兵進入朝鮮半島，並依照《中日天津條約》，知會日本有關行動。事件发生後，日軍拒絕撤兵，後來更突襲駐守於朝鮮的清軍。清政府被迫向日本宣戰。由於該年是甲午年，故又稱為「甲午戰爭」，日本稱日清戰爭，其後清军戰敗，清政府向日本求和。

## 签约过程

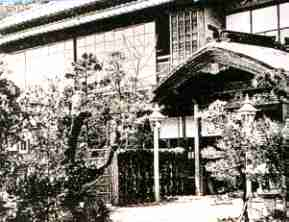
中日雙方代表在日本下關的春帆樓展開和談

1894年11月26日，即大山巖大将指挥的日本第二军在辽东半岛九连城登陆后不久，李鸿章即派遣天津海关税务司德璀琳前往神户，试图与日本内阁总理大臣伊藤博文会面并召开和谈，但是遭到拒绝。次年1月31日，清朝的两名全权大使，总理衙门大臣张荫桓和湖南巡抚邵友濂到达日军廣島大本營，与首相伊藤博文和外務大臣陆奥宗光会谈，次日日方以“清國全权委任状不完善”为由中断交涉。
1895年3月15日日軍攻打澎湖，3月25日佔領澎湖。在之後的會談中伊藤博文告知李鴻章澎湖被日軍攻打的事。
3月19日李鸿章携带全权委任状，乘坐德国商船“公义号”抵达赤馬關馬關港（今下关港），随后与日方全权代表伊藤博文展开和谈，地点为马关春帆楼。
3月20日，第一次谈判，雙方進行全權委任狀檢視確認及簡短問答。
3月21日，第二次谈判，日方提出苛刻的停战条件，中方无法接受。
3月24日，第三次谈判，中方提议搁置停战议题，要求日本提出媾和条约，日方同意。谈判结束后，李鴻章在乘坐轿子返回住处途中被刺客小山六之助开枪击中左臉，现场大乱，随行的醫師马上替李鸿章进行急救，子弹未击中要害。
3月28日，伊藤博文担心國際舆论指责，同时唯恐李鸿章就此回国、中日和谈冻结，招致俄、奧、德、英、美、法等列强进行强行调解或干涉，是於此日告知李鴻章日方願意停戰，隨即進行談判並且完成停戰談判。
3月30日，双方簽訂停戰協議。
4月1日，陆奥宗光会晤李经方，提出“媾和条约”并要求四日内答复。主要要求包含：
- 簽署《馬關條約》的還是清朝政府，代表中國
- 確認朝鮮獨立
- 向日本賠償军费库平银三億两；
- 向日本割让臺灣島、澎湖群島與臺澎附屬各島嶼，以及北纬41度线以南的辽东半岛；
- 向日本开放沙市、重庆、苏州、杭州、顺天、湘潭和梧州七处通商口岸；
- 長江、西江、吳淞江及運河等內河航行權範圍；
- 日本駐軍地點及所需軍費。

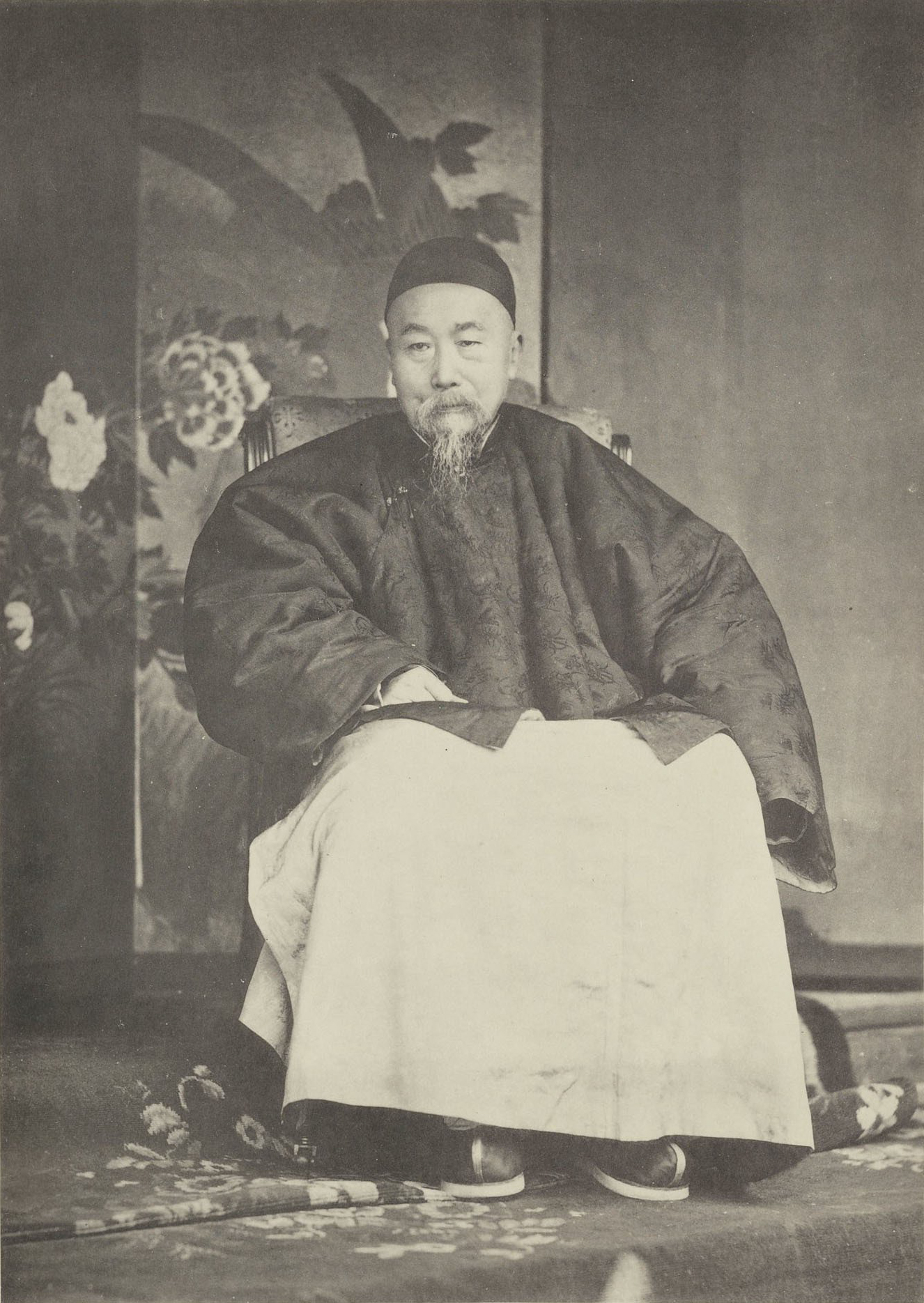
李鴻章，清光緒二十一年、日本明治二十八年（1895年）于日本簽署《馬關條約》期間

4月5日，李鸿章对日本的“媾和条约”提出说帖。
4月9日，李鸿章正式提出媾和条约之修正意見覆文，其主要为：在割地上，限于奉天省内之安东县、宽甸县、凤凰城、岫岩县及澎湖列岛；在赔偿金额上，减为库平银一亿两，不附加利息；通商口岸及内河航行权另议。
4月10日，第四次谈判，日本提出媾和条约再修正案，降低要求，将赔款缩减为库平银二億两；缩减辽东半岛割让范围（由北纬41度线改为鸭绿江口-安平河口-凤城-海城-营口-辽河口一线）；减去顺天、湘潭、梧州三处通商口岸……等等。
4月15日，第五次谈判，李鸿章力争无效，接受日本要求。
1895年（明治28年）4月17日，光绪二十一年三月二十三日，日本当地时间上午11时40分，中日两国全权代表在春帆楼二楼签署了《日清講和条约》，即《马关条约》。
總理衙門檔案記載，1895年5月8日中日在中国煙臺利順德飯店換約。據查中方換約大臣伍廷芳和聯芳（非聯元）於5月6日從天津乘船到煙臺，旋即被排在建於光緒17年的廣仁堂內住宿。日本換約代表伊東巳代治於5月7日來煙臺，下榻於德國人開的海濱旅館（Beach Hotel）。7日及8日雙方於大清登萊青道道署舉行三次會議見面商談。5月8日晚10時於烟臺山下利順德飯店（或為The Astor House Hotel，有人誤譯為順德飯店，大陸飯店）正式換約。
按樺山資紀的「臺澎交接完結報告」記載，6月1日16時李經方在John W. Foster陪同下，乘德國輪船公義號抵臺。6月2日10時偕同翻譯盧永銘、陶大均在基隆三貂角外海的日本輪船“橫濱丸”上，與日本政府派任第一任臺灣總督樺山資紀海軍大將會面。11時樺山回訪。14時樺山派水野、島村至公義號商議交接手續，21時完成簽署《交接臺灣文據》，交換有關交接物件之文書。6月3日0時30分公義號開船。
按明治二十七八年日清戰史第七巻記載乙未戰爭過程，6月3日6時，日軍從瑞芳出發，攻擊基隆。
签下《马关条约》后，李鸿章感慨道：“日本将成为终世之患！”。李鸿章赴日谈判时，日方破译了清朝的电报密码，对清廷和李鸿章之间的联系了如指掌，对慈禧太后、光緒皇帝敕命李鸿章的赔款二萬萬两白银的底线也十分清楚，于是在谈判中寸步不让，最終獲取了最高的利益。

### 誤傳

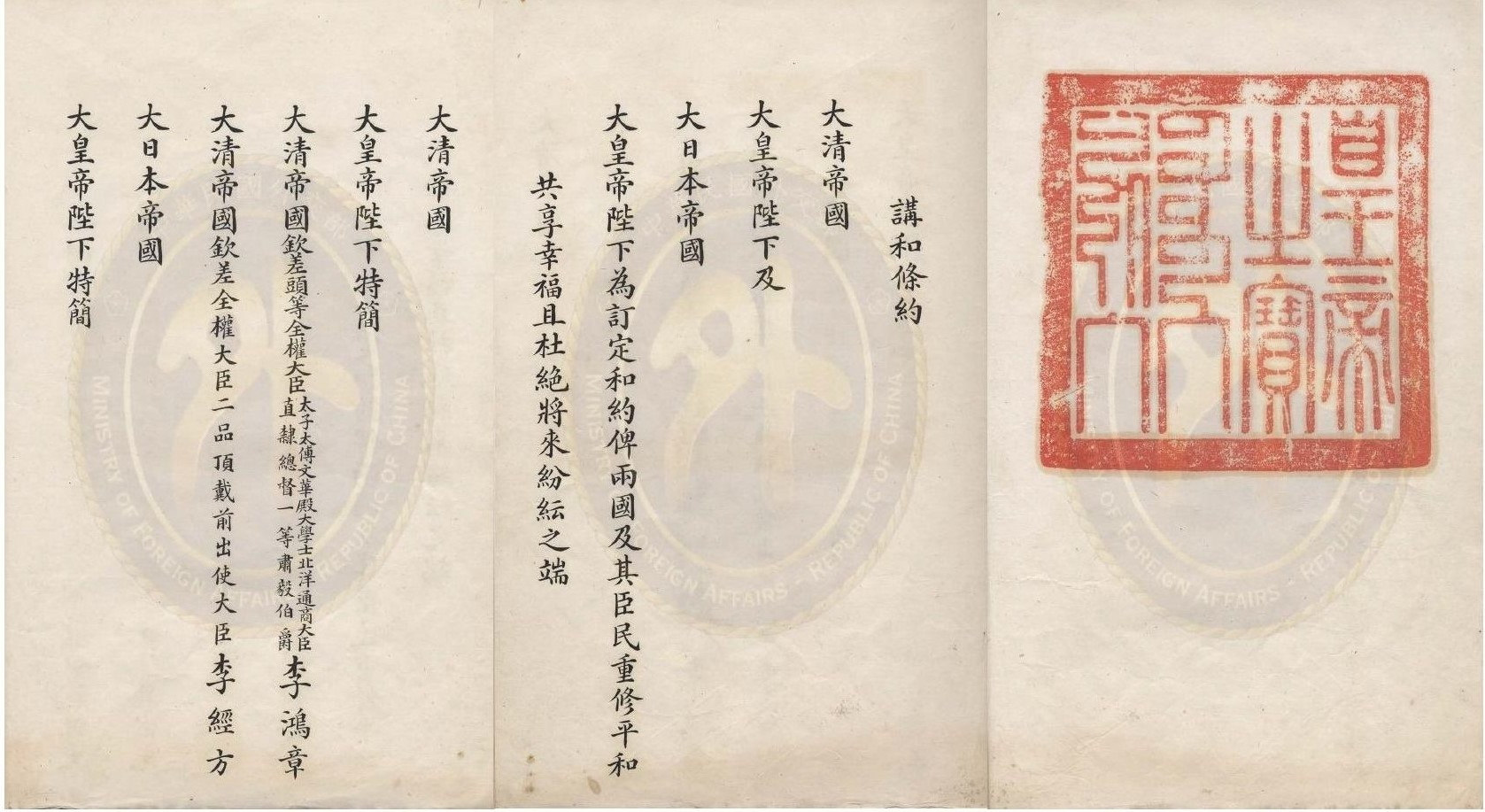
條約漢文簽署本之开头部分

台灣割讓與日本後與中國大陸關係暫時被斷絕，發展出台灣民族主義思想，其中有散文作家引用描述臺灣的一句諺語「花不香，鳥不鳴，男無義，女無情」，創作改寫為「清朝直隸總督北洋大臣李鴻章對台灣所做的評語」；或被引用曰「台灣，鳥不語，花不香，男無情，女無義，瘴癘之地，割之可也」。在相關研究及評論者指出，根據目前所有可見史料檔案，未能發現李鴻章發表這段評語的紀錄。相反，根據文件記載李鸿章在与当时日本首相伊藤博文进行《马关条约》的谈判时曾声明“臺灣已立一行省，不能送給他國”、“拟请所让之地，如果勒令中国照办，两国子子孙孙永成仇敌，传至无穷矣”等等。

## 主要内容

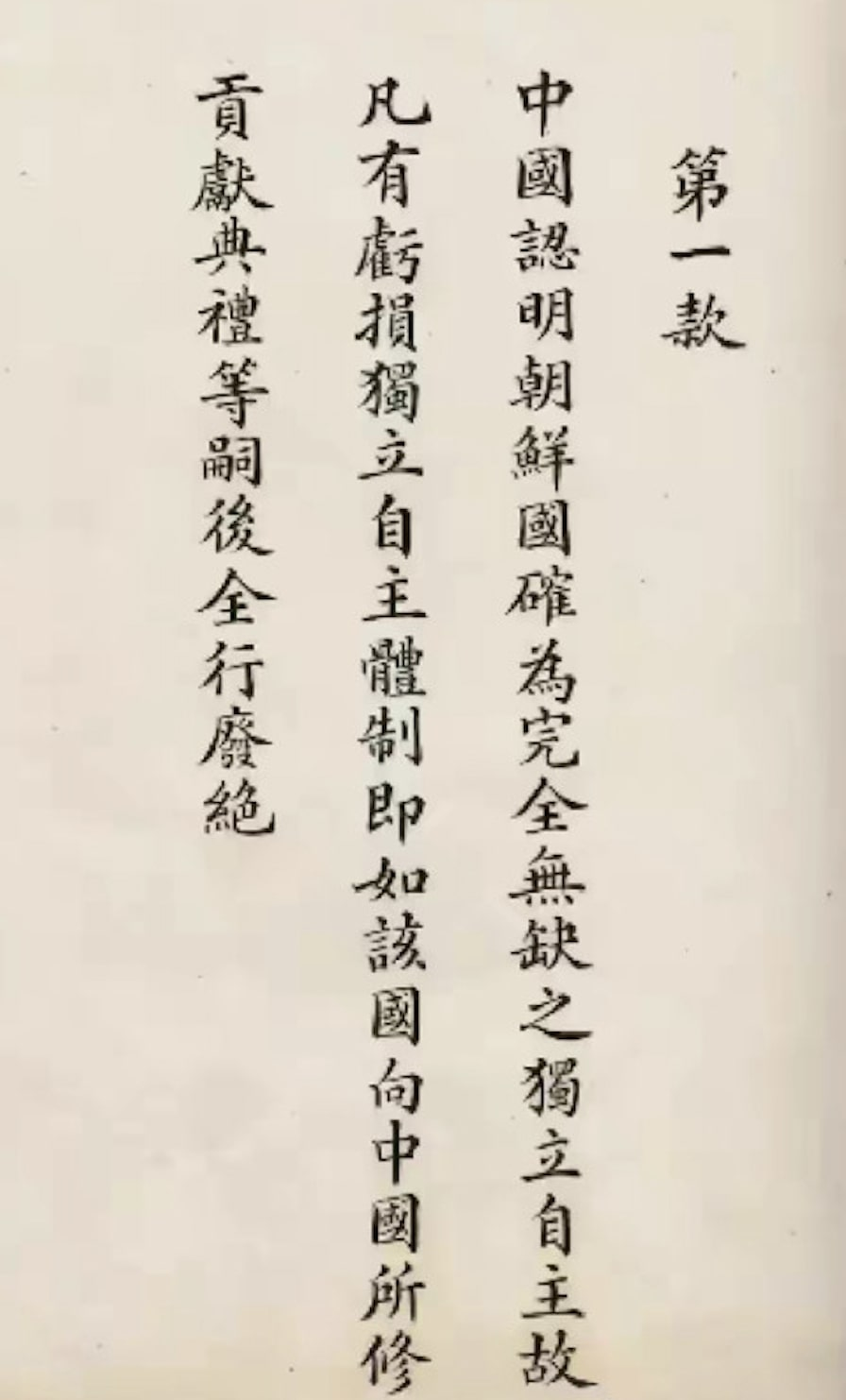
马关条约中文版原件第一款

中文條約中首尾与第十一條稱大清帝國，其它條款中均稱中國。
- 第一條：中國確認朝鮮國為獨立自主國家，朝鮮對中國的朝貢、奉獻、典禮永遠廢止。
- 第二條：中國将下列地方之城壘、兵器製造所及國有物永遠讓與日本。一、遼東半島。二、臺灣全島及所有附屬各島嶼。三、澎湖群島，即英國格林尼次東經百十九度起至百二十度止、北緯二十三度起至二十四度之間諸島嶼。
- 第三條：兩國各選派官員依據粘附本約之地圖，共同踏勘並確定遼東半島之劃界。
- 第四條：中國支付日本庫平銀2億兩（約3億日圓）作為軍費賠償。
- 第五條：中國割讓土地內居民能任聽其遷移界外與變賣資產，唯條約批准2年後該地的居民酌宜視為日本臣民。
- 第六條：中國開放沙市、重慶、蘇州、杭州等口岸，及認可日本最惠國待遇。允许日本人在中國通商口岸设立领事館和工厂及输入各种机器。
- 第七條：日本在3個月以內撤回中國領土內之日軍。
- 第八條：中國承認日本佔領山東省威海衛三年，待中國還清賠款後才交還，如果費用支付不全，日軍不撤回，日軍軍費由中國負擔。
- 第九條：中國對日本人俘虜，不可虐待處刑，也不可對協助日軍的中國人士處刑。
- 第十條：條約批准日開始，停止交戰。
- 第十一條：條約由大清皇帝和日本皇帝批准，日本明治28年（1895年）5月8日，清光緒二十一年四月十四日生效。

## 賠款日本國內用途
賠償金總計约3.6億日圓，用途分配如下：
- 海军擴張费：38.7%（约1亿3926万日元）
- 臨時軍事費：21.7%（约7,895万日元）
- 陆军扩张费：15.6%（约5,680万日元）
- 军舰水雷艇补充基金：8.3%（3,000万日元）
- 皇室财产：5.5% （2,000万日元）
- 臺灣經費補充金：3.3%（1,200万日元）
- 教育基金： 2.7%（1,000万日元）
- 災害準備金：2.7%（1,000万日元）
- 八幡制铁所创设费：0.2%（58万日元）
- 其他：1.2%

## 影响

### 俄法德三國干涉還遼
由於马关条约中規定將辽东半岛割讓給日本，該约簽署後六天即1895年4月23日受俄國、法國及德國的干涉，称为三国干涉。同年11月8日，中、日雙方又簽訂了《遼南條約》（《中日交還奉天省南邊地方條約》），日本被迫同意歸還辽东半岛，但清廷須繳付三千萬兩白銀的「贖遼費」作為補償。其後，俄国以「還遼有功」為名，向清政府租借旅順和大連兩港，將勢力伸入南满洲及朝鮮半島，且在1900年庚子條約議和後不撤兵，成為1904年日俄戰爭爆发的原因之一。

### 日本勢力擴充

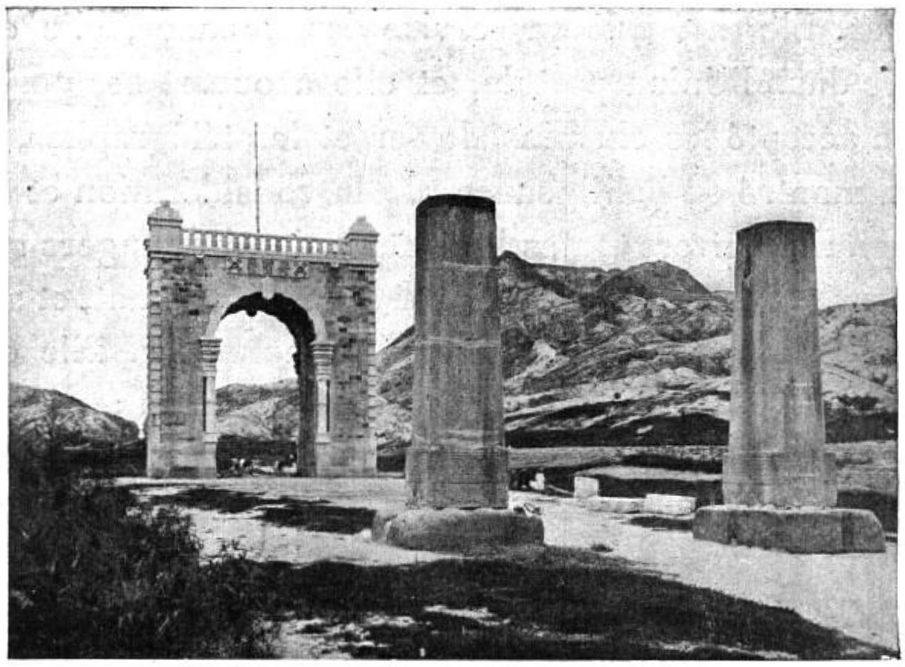
朝鮮拆除迎恩門並在旁邊新修獨立門慶祝

《馬關條約》使朝鮮王朝脫離與清朝的藩屬關係並成立了大韓帝國，成為了日本在朝鮮半島發展勢力的前奏，間接導致1904年的日俄戰爭爆發和隨後的日韓合併，同時使日本形成了對中國的「蔑視型認知」，成為鼓舞其於1930年代佔領中国东北建立滿洲國乃至1940年代攻打歐美東南亞殖民地的遠因。與此同時，臺灣及澎湖群島的割讓增加了中國南方的軍事威脅，並於1898年4月要求清廷將福建省永不割讓給他國，成為日本勢力範圍。在1941年太平洋戰爭爆發後，台灣則成為了日本攻打南洋的「前進基地」，有一大部分的戰鬥群是來自臺灣的機場與港口。
另外，馬關條約所規定的賠款，為當時日本國家預算8,000萬日元的4倍強，相當於3億6,000萬日元以上的銀兩。巨額賠款的支付造成中國經濟更加貧乏，同時日本以賠款作為財源完成金本位制度。藉由獲取臺灣稻米、茶葉、樟腦、蔗糖、林業開發，日本內地獲得了資本主義所需的資本運作，使日本在世界經濟體系中從邊陲晉升到半邊陲國家（1868－1900），第二次世界大戰後從半邊陲晉升到核心（1945－1970）。
利用甲午戰爭賠款，將原先設於京都的第三高等學校升格為京都帝國大學，做為當時日本鋼鐵業重鎮的八幡製鐵所也利用賠款進行擴建。

### 推動大清變法及革命
1894-1895年甲午戰敗及馬關條約的簽訂令大清全國震撼，後續清廷為了「聯俄制日」而在1896年簽訂《中俄密約》，結果反而使俄羅斯勢力掌控了滿洲。有識之士認識到，單靠1860年起自強運動學習歐美船堅炮利技術並不足以抵抗外敵的入侵，繼而提出政治改革的要求。維新人士康有為及梁啟超在北京發起十八行省與臺灣、奉天的公車舉人連署簽名，要求清廷拒和、練兵、遷都、變法，史稱「公車上書」。後續因應1898年各國強租軍港及劃定勢力範圍的危機，光緒皇帝決定推動君主立憲的維新運動，但在守舊派反對下僅百日便失敗，史稱戊戌變法。變法的失敗導致保守派全面掌權，間接促成後續排外的義和團運動失控，並最終引發八國聯軍之役。另一方面，以孫中山為代表的革命分子亦展開革命運動，主張以暴力推翻滿清，建立共和政體。

### 對臺灣的影響

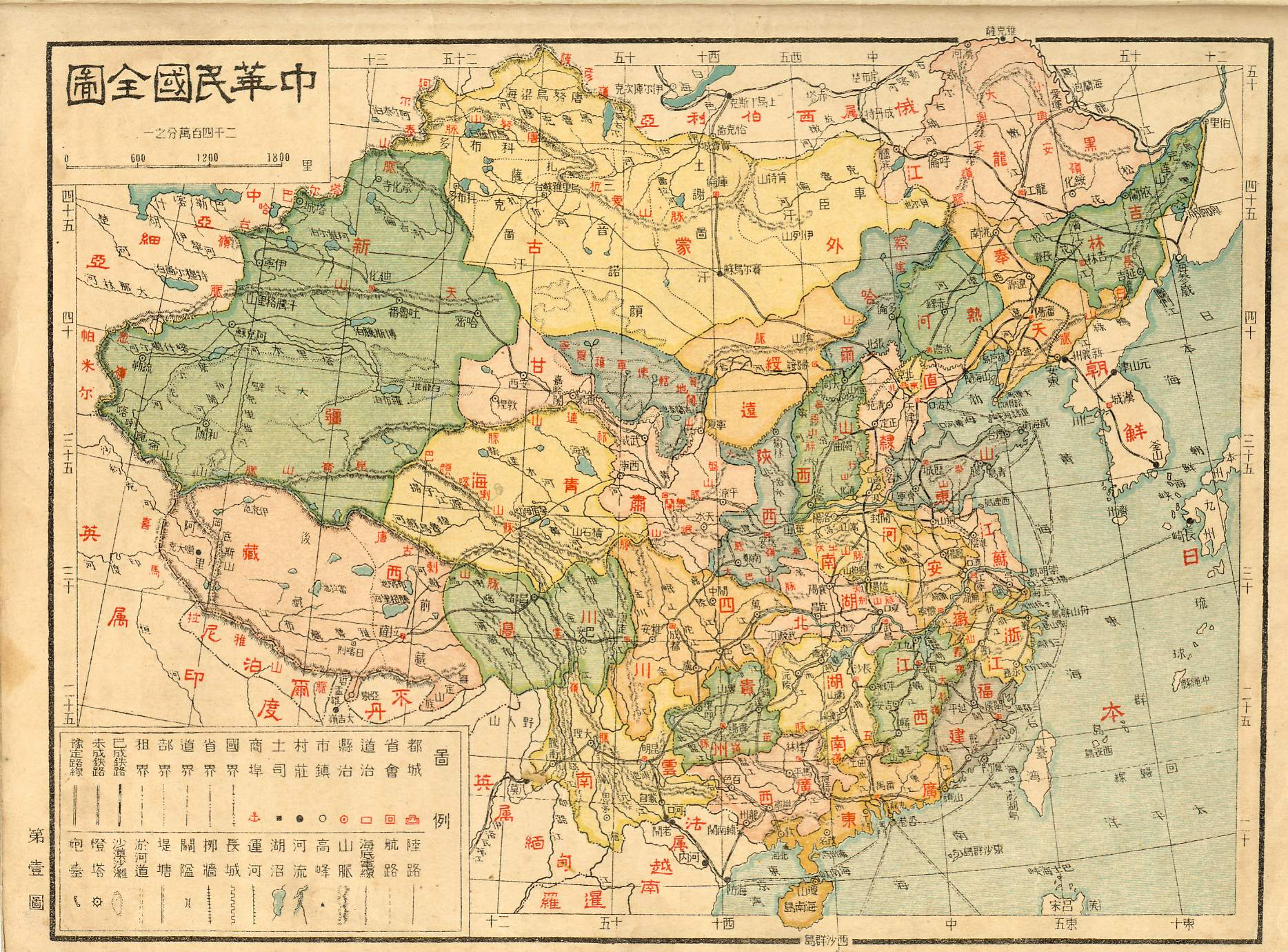
1926年的中華民國全圖，由於臺灣已於1895年馬關條約中被割讓給日本，故當中並未包含台灣。

- 簽約之時臺民的反彈極大，據《清史稿》記載：「光緒...二十一年，棄臺灣，省巡撫。」[38]「日索交臺灣益亟，朝旨命臺灣巡撫唐景崧交臺，臺民洶洶欲變，並引公法力爭。」[39]

棄地已不可，棄台地百數十萬之人民為異類，天下恐從此解體，尚何恃以立國？且地有盡，敵欲無窮，他國若皆效尤，中國之地可勝割乎？——唐景崧
- 由於干涉還遼的啟發，兩江總督張之洞有意請英、法等國干涉還臺，然而各國在干涉還遼成功之後，已無強烈意願再為台灣之事而得罪日本，因此引發抗日政府臺灣民主國的出現。[42]但終究因實力遠不及日本而迅速瓦解。

- 在1897年（明治30年）5月8日住民去就決定日前，選擇離開臺灣的有6,456人，為當時臺灣總人口數約250萬－280萬的0.23%－0.25%[43][44]。

- 依照該條約，臺灣本島及澎湖之主權被割讓給日本。之後臺澎由日本統治了50年，直至二戰結束始由中華民國政府接收統治，間接形成當今臺灣地位歸屬問題及臺海兩岸長期分裂分治。日本統治期間，對於中國歷經的巨大變動（如辛亥革命、中華民國成立、軍閥混戰、北伐、抗日戰爭等）臺灣均未受太大影響，復加上日後中華民國政府敗退台灣後兩岸分治的現狀，導致今日相當一部分臺灣人對中國大陸認同感薄弱，成為臺灣內部國家認同和統獨對立問題的遠因[45][46]。

- 另一方面，由於台灣在日治時期於政治、經濟、教育、醫療、文化等諸多層面經歷了逐步現代化，因此在戰後初期臺灣的經濟發展程度、社會形態與文化已與中國大陸有相當程度的差異。這一時期臺灣人集體認同開始出現，原本在清朝統治時，各族群間普遍存在的分類械鬥逐漸消失。[來源請求]日本20世紀30年代後期皇民化運動的同化政策影響和二戰後台灣人對中華民國國民政府治臺政策手段的價值觀落差，也導致部份臺灣人在第二次世界大战戰後對日治時期產生了一定的懷念，影響了戰後臺灣對國家民族認同、臺灣主體性、族群意識觀念乃至臺灣獨立運動的興起[47]。臺灣迄今仍對日本相當友好，和中國大陸及韓國等國家形成強烈對比。[48]1995年，就有若干主張臺灣獨立人士在臺北舉辦遊行，紀念與慶祝馬關條約之簽定及臺灣脫離中國一百週年，認為1895年的脫離中國是臺灣歷史發展的一個契機，戰後舊金山和約第二條對台灣的模糊安排也導致當今對臺灣地位歸屬問題的討論。[49][50][51][52]

### 與西班牙訂立海上邊界
馬關條約簽訂之後，日本獲得臺灣及其附屬島嶼，但由於當時統治菲律賓的西班牙並未與清帝國簽訂過確認雙邊領土的協定，於是時任西班牙代理駐日公使卡羅（Jose Caro）於1895年6月7日致電日本代理外務大臣西園寺公望，表達洽談臺灣和菲律賓群島間的領土問題，最後在同年8月7日雙邊簽署〈有關日西兩國西太平洋版圖國境宣言〉，以巴士海峽可供航行水道之中線為界（約為北緯21度30分處，以宣言附件為準），以北屬日本帝國，以南則為西屬菲律賓。

### 單方面宣布废止
- 1941年12月9日，中华民国政府发布《国民政府对日本宣战布告》，正式对日宣战。其中特别提出废除与日本之间的一切条约、协定等。

## 紀念館舍

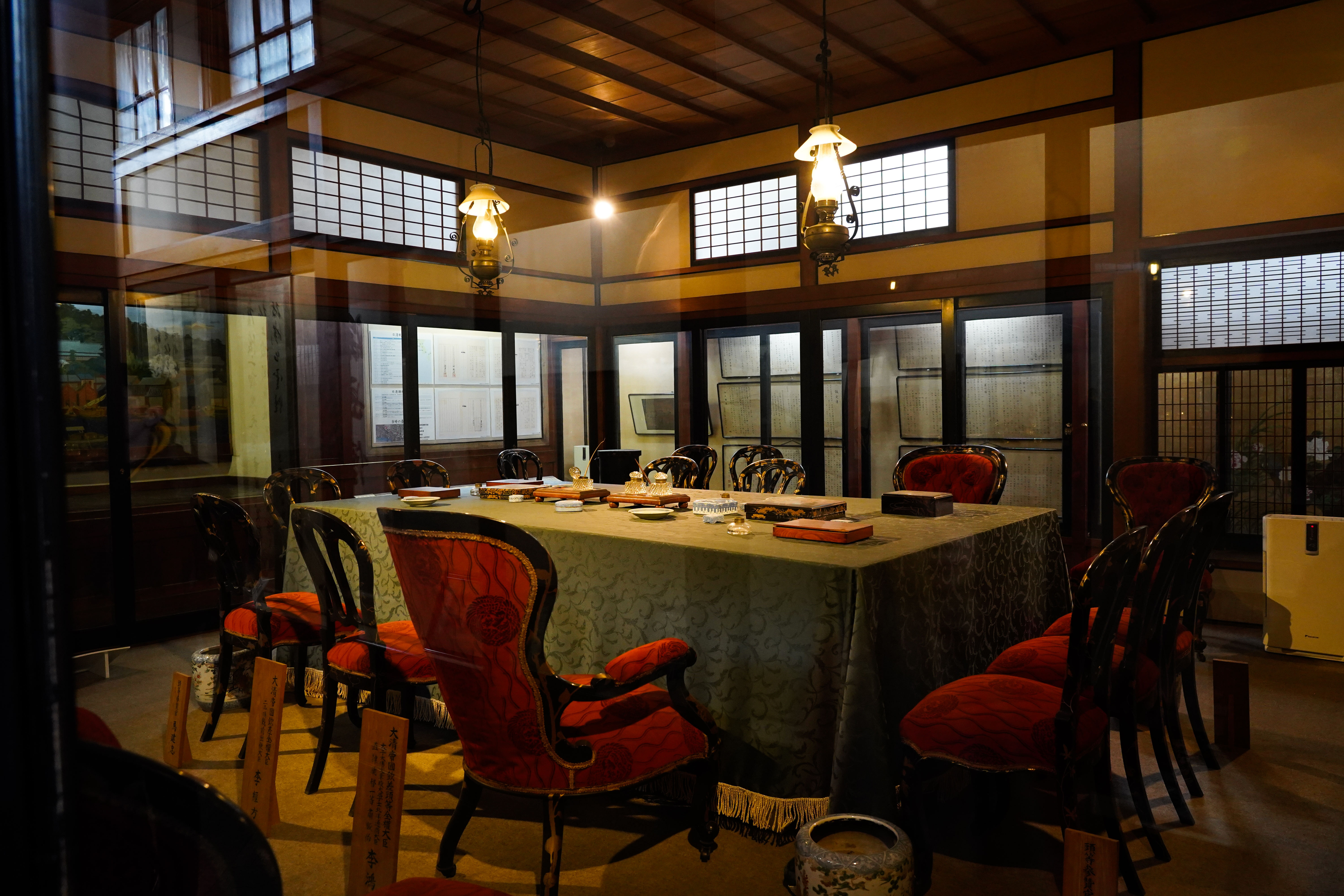
日清議和紀念館現場重現

### 中華人民共和國
- 中國甲午戰爭博物館（位於威海劉公島）

### 日本
- 日本於1937年在下關春帆樓旁設置「日清議和紀念館」，陳列議和資料及當時議和現場。
- 福岡市櫛田神社內有戰捷紀念碑柱。
- 熊本市中心戰前立有勝利紀念柱，二戰後拆除。

## 外部連結
- 中華民國外交部保存之前清條約協定

## 延伸閱讀
- 日治時期國籍選擇及戶籍處理，陳世芳，國立臺灣圖書館